# Římskokatolická farnost Fukov
Římskokatolická farnost Fukov (lat. Fugavia) je církevní správní jednotka sdružující římské katolíky na území obce Fukov a v jejím okolí. Organizačně spadá do děčínského vikariátu, který je jedním z 10 vikariátů litoměřické diecéze.

## Historie farnosti
Od roku 1785 byla v místě lokálie. Matriky jsou vedeny od roku 1787. Farnost byla kanonicky zřízena v roce 1853.

### Duchovní správcové vedoucí farnost
Začátek působnosti jmenovaného v duchovní správě farnosti od roku:
- 1788   cap. loc. Godefried Früh, n. 11. 11. 1738 Schluckenav., o. 29. 12. 1764, † 21. 1. 1821
- 1809   cap. loc. Thomas Strobach, n. 9. 2. 1760 Lindau, o. 3. 9. 1785, † 24. 2. 1821
- 1821   cap. loc. Franz Schoebitz (Schöbitz), n. 24. 12. 1781 Teplitz, o. 31. 8. 1807, † 20. 5. 1839
- 1825   cap. loc. vacat
- 1825   cap. loc. Ferdinand Kindermann, n. 1. 1. 1781 Koenigswalde, o. 1. 11. 1808, † 10. 5. 1861
- 1840   cap. loc. vacat
- 1840   cap. loc. Wenzel Hübsch, n. 17. 9. 1794 Leschtine, o. 24. 8. 1820, † 21. 1. 1846
- 1846   cap. loc. Wenzel Karl, n. 8. 4. 1802 Saaz, o. 4. 9. 1826
- 1853   proto-par. (první-farář) Wenzel Karl, n. 8. 4. 1802 Saaz, o. 4. 9. 1826, † 10. 6. 1870
- 1855   Josef Walter, farář, n. 8. 5. 1816 Bílin, o. 3. 8. 1840, † 22. 11. 1889
- 1858   par. vacat, admin. int. David. Hentschel
- 1858   Josef Kneissel (Kneisel), farář, n. 17. 1. 1821 Radschic., o. 25. 7. 1845, † 11. 1. 1893
- 1864   Dr. Matthias Maria Feyfar, farář, n. 16. 7. 1821 Zeleno- Lhotaëns, o. 25. 7. 1846
- 1871   par. vacat, admin. int. Franc. Grosse
- 1871   Josef Böhm, farář, n. 19. 6. 1827 Pablowitz, o. 25. 7. 1851, † 20. 5. 1903
- 1877   Paul Schirz (Schierz), farář, n. 30. 3. 1827 Leipa, o. 25. 7. 1851, † 30. 12. 1899
- 1881   Franz Grosse, farář, n. 28. 3. 1833 Hainspach, o. 1. 8. 1859, † 10. 4. 1909
- 1904   Ferdinand Jos. Kunert, farář, n. 2. 11. 1870 Audishorn. o. 5. 7. 1896, † 25. 1. 1931
- 1912   Wenzel Bertl, farář, n. 10. 6. 1870 Sosau, o. 17. 7. 1894, † 13. 5. 1926
- 1927   Anton Nowak, farář, n. 12. 9. 1874 Georgswalde, o. 15. 7. 1900, † 12. 8. 1942
- 12. 8. 1942 par. vacat, admin. exc. Hermann. Günther
- 1945   Karl Mimberg, penzionovaný jiříkovský děkan, do zboření obce roku 1956
- 1. 5. 1957 František Půlpán
- 15. 7. 1957 Jaroslav Španihel
- 1. 2.  1958 Rudolf Posselt
- 1. 8.  1958 Václav Vosáhlo
- 1. 4.  1959 Vincent Šurina
- 1. 9.  1959 Josef Bouček
- 8. 11. 1961 František Půlpán
- 1. 11. 1974 Václav Teplý SDB
- 15. 11. 1996 Jaroslav Gajdošík, admin. exc. ze Šluknova
- 1. 8.  1997 Pavel Krejcar, admin. exc. ze Šluknova
- 1. 8.  1998 Jiří Sucharda, admin. exc. ze Šluknova
- 15. 11. 2003 Pavel Procházka, admin. exc. ze Šluknova[3]

Kromě kněží stojících v čele farnosti, působili ve farnosti v průběhu její historie i jiní kněží. Většinou pracovali jako farní vikáři, kaplani, katecheté, výpomocní duchovní aj.

## Území farnosti
Do farnosti náleží území obce:
- Fukov (Fugau)[p 2]

## Římskokatolické sakrální stavby na území farnosti
| Fotografie | Bohoslužba             | Stavba         | Místo          | Zeměpisné souřadnice           | Status               |                |
| Zaniklý kostel | Zaniklý kostel         | Zaniklý kostel | Zaniklý kostel | Zaniklý kostel                 | Zaniklý kostel       | Zaniklý kostel |
| --- | ---------------------- | -------------- | -------------- | ------------------------------ | -------------------- | -------------- |
| | Kostel svatého Václava | Fukov          | nelze sloužit  | 51°2′34″ s. š., 14°30′5″ v. d. | zbořený farní kostel |                |
| Některé drobné sakrální stavby a pamětihodnosti lze dohledat zde v databázi Drobné sakrální památky Zaniklé sakrální stavby lze dohledat zde v databázi Poškozené a zničené kostely, kaple a synagogy v České republice |                        |                |                |                                |                      |                |

Ve farnosti se mohou nacházet i další drobné sakrální stavby, místa římskokatolického kultu a pamětihodnosti, které neobsahuje tato tabulka.

## Příslušnost k farnímu obvodu
Z důvodu efektivity duchovní správy byl vytvořen farní obvod (kolatura) farnosti-arciděkanství Šluknov, jehož součástí je i farnost Fukov, která je tak spravována excurrendo. Přehled těchto kolatur je v tabulce farních obvodů děčínského vikariátu.